# Yunes Sekkat
Yunes Sekkat (29 de abril de 1974) es un deportista marroquí que compitió en taekwondo,  ganador de una medalla de bronce en el Campeonato Mundial de Taekwondo de 1999, y una medalla de oro en el Campeonato Africano de Taekwondo de 1996.

## Palmarés internacional
| Campeonato Mundial  | Campeonato Mundial        | Campeonato Mundial | Campeonato Mundial |
| Año                 | Lugar                     | Medalla            | Categoría          |
| ------------------- | ------------------------- | ------------------ | ------------------ |
| 1999                | Edmonton (Canadá)         | Medalla de bronce  | –58 kg             |
| Campeonato Africano |                           |                    |                    |
| Año                 | Lugar                     | Medalla            | Categoría          |
| 1996                | Johannesburgo (Sudáfrica) | Medalla de oro     | –54 kg             |